# Nesocerus clavopunctatus
Nesocerus clavopunctatus är en insektsart som beskrevs av Evans 1954. Nesocerus clavopunctatus ingår i släktet Nesocerus och familjen dvärgstritar. Inga underarter finns listade i Catalogue of Life.